# تشاو لي فوك فين
تشاو لي فوك فين هو لاعب كرة قدم فيتنامي في مركزي الدفاع وقلب الدفاع، ولد في 22 يونيو 1985 في دا نانغ في فيتنام. شارك مع منتخب فيتنام تحت 23 سنة لكرة القدم ومنتخب فيتنام لكرة القدم. أما مع النوادي، فقد لعب مع نادي إس إتش بي دا نانغ.

## وصلات خارجية
- تشاو لي فوك فين على موقع قاعدة بيانات كرة القدم.إي يو (الإنجليزية)
- تشاو لي فوك فين على موقع ناشيونال فوتبول تيمز (الإنجليزية)
- تشاو لي فوك فين على موقع Soccerway.com (الإنجليزية)